# Pinguin imperial
Pinguinul imperial (Aptenodytes forsteri) este cea mai mare și mai rezistentă pasăre marină. Face parte, împreună cu pinguinul regal, din genul Aptenodytes. Trăiește pe banchizele imense plutitoare ale Antarctidei, suportând temperaturi de -20°C și vânturi cu putere de uragan.

## Habitat
Pinguinul imperial trăiește pe banchizele Antarcticii și ale mărilor înconjurătoare, fiind astfel singura pasăre din lume care nu calcă în viața ei pe tărâm uscat. Spre deosebire de păsările zburătoare, el nu are oase pneumatice. Astfel se poate explica parțial de ce scufundările sub apă nu reprezintă un efort pentru el. Se poate scufunda până la adâncimi de maxim 565 m și poate rămâne sub apă chiar și 22 minute, mult mai mult decât alte specii de păsări scufundătoare.
Cu toate că pinguinul imperial este un animal marin și își dobândește hrana exclusiv din apă, cuibul și-l face la adăpostul unui zid de gheață, la o distanță mare de litoral. Deoarece păsările clocesc iarna, ele trebuie să aleagă un loc unde gheața nu se topește de la venirea verii până când puii devin independenți. Tocmai din acest motiv unele păsări se deplasează și până la 300 km în interiorul banchizei.
În Antarctica viețuiesc peste de 300 000 de pinguini imperiali. În arealul lor și chiar în afara acestuia au puțini inamici naturali. Numai leul de mare și balena ucigașă mai prind uneori câte un pinguin imperial mai dezvoltat. Pe banchizele plutitoare se mai întamplă ca și pescărușii răpitori să fure câțiva pui. Cel mai mare pericol pentru puii de pinguini îl reprezintă totuși lupul-de-mare.
Pinguinul imperial vânează pești și raci. Nu este un înotător deosebit de rapid, atingând sub apă viteze de doar 6–27 km/h.

## Reproducerea

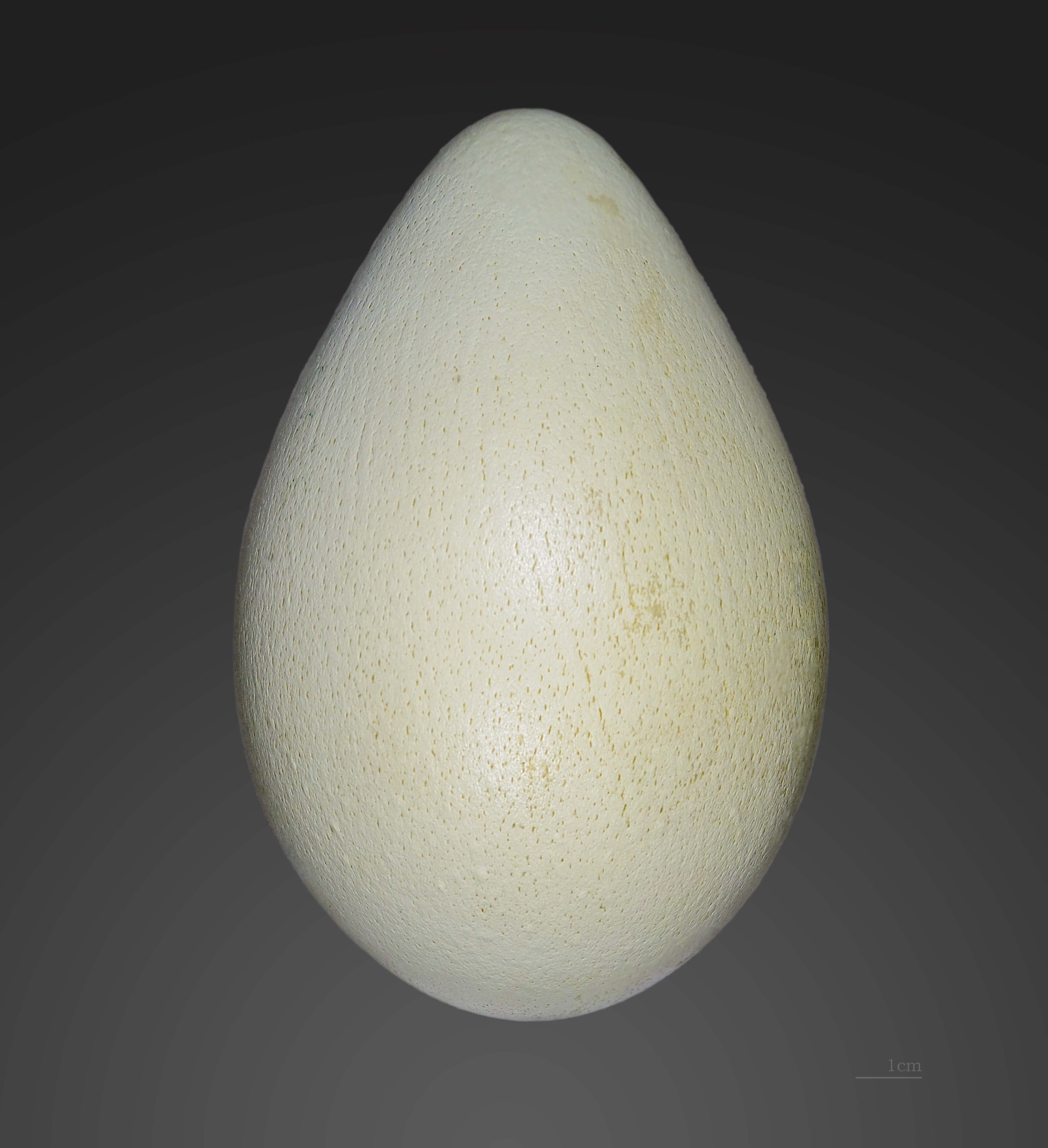
Ou de pinguin imperial

Masculul clocește timp de 40–50 de zile, protejând oul de frig cu ajutorul membranei de clocit ce îi atârnă de la nivelul abdomenului. Masculii se așază aproape unul de altul pentru a păstra căldura, numărul acestora depășind uneori 6000. Timp de 110–115 zile, ei nu mănâncă absolut nimic.
Femela revine cu puțin timp înainte de ecloziune,(sau la cateva zile dupa) preia oul, iar apoi protejează puiul timp de aproximativ 40 de zile. Masculul, epuizat, care până în acest moment a pierdut aproape jumătate din greutatea corporală, poate porni, în sfârșit, în căutarea hranei. Când puiul devine suficient de mare pentru a viețui singur, rămâne cu puii de aceeași vârstă într-o „grădiniță”, părintii lor pornind la vânătoare.
Pinguinul imperial este un „turist” perseverent. Unele colonii, cum ar fi cea din insula Hope, se află la distanța de 300 km de țărm.